# Emanuel Stöckler

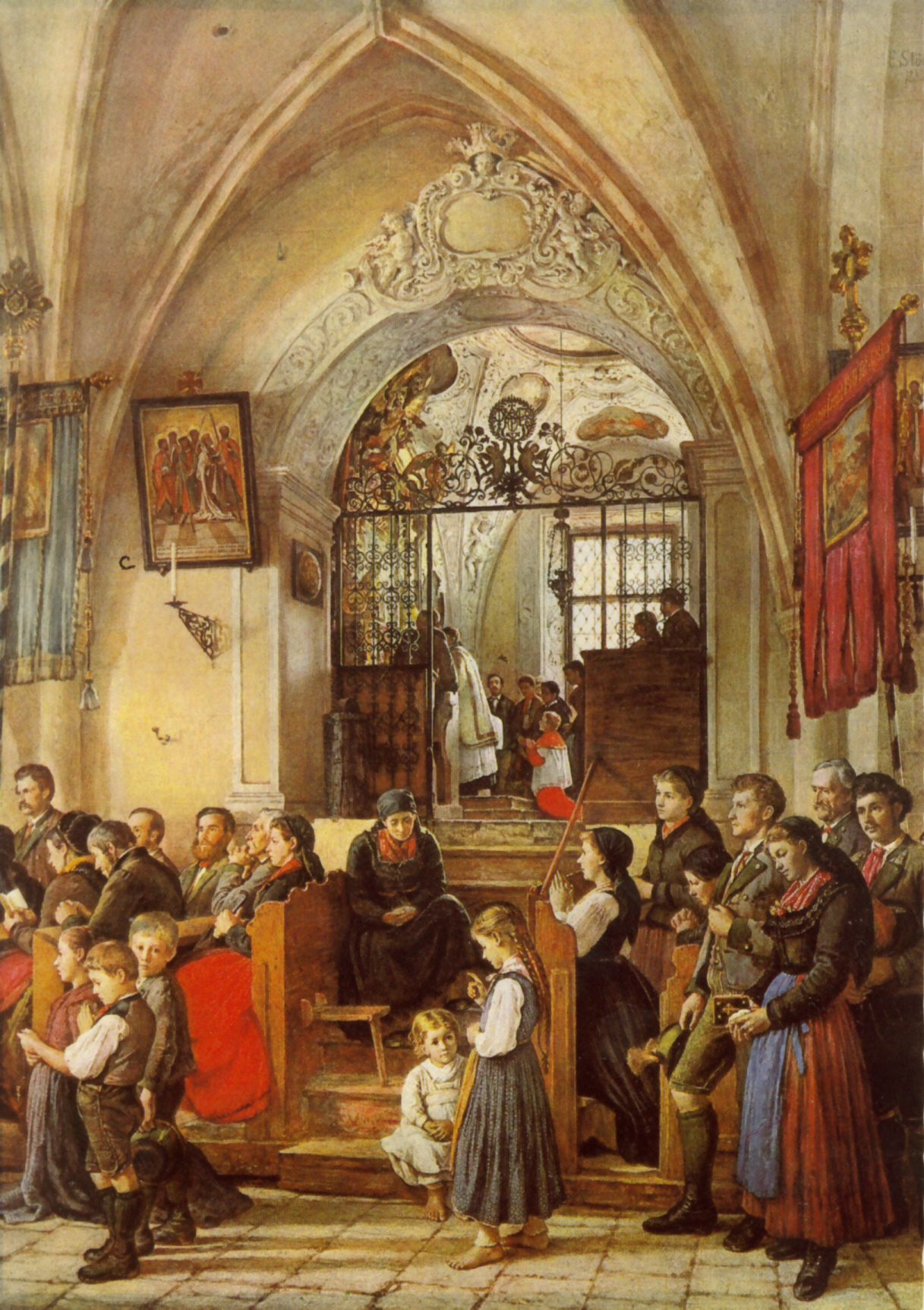
Pfarrkirche Bad Aussee, Frauenkapelle

Emanuel Stöckler (* 24. Dezember 1819 in Nikolsburg, Mähren; † 5. November 1893 in Zwölfmalgreien, heute Bozen) war ein österreichischer Maler.

## Leben
Der aus dem südmährischen Nikolsburg stammende Emanuel Stöckler studierte an der Wiener Akademie Landschaftsmalerei bei Thomas Ender und Joseph Mössmer. Hier stellte er seit 1838 fast jährlich aus. Mitte der 1840er Jahre unternahm er eine ausgedehnte Studienreise, die ihn über die Schweiz und Italien in den Orient, bis nach Konstantinopel führte. Auf der Heimreise hielt er sich längere Zeit in Bukarest auf, wo er für den Fürsten der Walachei malte. Stöckler wurde später russischer Hofmaler. 1878 schenkte er dem Institut für Österreichische Geschichtsforschung eine wertvolle Sammlung von Siegeln u. a., die er aus dem Nachlass seines Vetters Eduard Melly gekauft hatte. Er erhielt dafür 1879 das Ritterkreuz des Franz-Joseph-Ordens.

## Leistung
Emanuel Stöckler war vor allem Landschaftsmaler, der Ansichten aus Mähren, Österreich, der Schweiz, Italien, aber auch aus Montenegro und Konstantinopel schuf. Da in der Zeit des Vormärz Reisen in den Orient noch sehr ungewöhnlich waren, bilden seine orientalischen Ansichten und Genreszenen eine Besonderheit innerhalb der österreichischen Malerei jener Zeit. Stöckler war auch ein hervorragender Aquarellist, der mit seinen Bildern zu Lebzeiten guten Erfolg beim Publikum hatte. Heute ist er weitgehend vergessen.

## Werke (Auszug)
- Tekfur Saray (Wien, Österreichische Galerie Belvedere, Inv. Nr. 3551), 1849, Öl auf Leinwand

## Auszeichnungen
- 1839 Gundel-Preis
- 1840 Heinrich-Füger-Preis